# L'Oiseau de paradis (film, 1932)
Pour les articles homonymes, voir Oiseau de paradis et Bird of Paradise.
Pour plus de détails, voir Fiche technique et Distribution.
L'Oiseau de paradis (The Bird of Paradise) est un film américain réalisé par King Vidor, sorti en 1932.

## Synopsis
Quelque part en Océanie, un yacht jette l'ancre à proximité d'une île, dont les indigènes viennent accueillir en barques les membres de l'équipage. Parmi ces derniers, Johnny Baker se jette à l'eau pour tenter de détourner l'attention d'un requin venu rôder là. Se faisant attaquer, il doit la vie à Luana, la fille du roi de l'île. Les deux jeunes gens s'éprennent l'un de l'autre, mais la belle indigène est promise par son père au prince d'une île voisine. De plus, lorsque le volcan local se réveille, la coutume veut qu'une jeune fille soit sacrifiée pour l'apaiser, et Luana sait qu'elle a été désignée pour cela.

## Fiche technique
- Titre original : The Bird of Paradise
- Titre français : L'Oiseau de paradis
- Réalisation : King Vidor, assisté de Bruce Humberstone (non crédité)
- Scénario : Wells Root, d'après la pièce The Bird of Paradise de Richard Walton Tully, créée à Broadway en 1912
- Dialogues : Wanda Tuchock et Leonard Praskins
- Direction artistique : Carroll Clark
- Photographie : Lucien Andriot, Edward Cronjager et Clyde DeVinna
- Son : Clem Portman
- Montage : Archie Marshek
- Musique et direction musicale : Max Steiner
- Chorégraphie : Busby Berkeley (non crédité)
- Production : King Vidor
- Production déléguée : David O. Selznick
- Société de production : RKO Radio Pictures
- Société de distribution : RKO Radio Pictures
- Pays d'origine :  États-Unis
- Langue originale : anglais
- Format : noir et blanc — 35 mm — 1,37:1 — son Mono (RCA Photophone System)
- Genre : Aventure, drame et romance
- Durée : 80 minutes
- Date de sortie : États-Unis : 12 août 1932
- Affiche : Bernard Lancy (France)

## Distribution

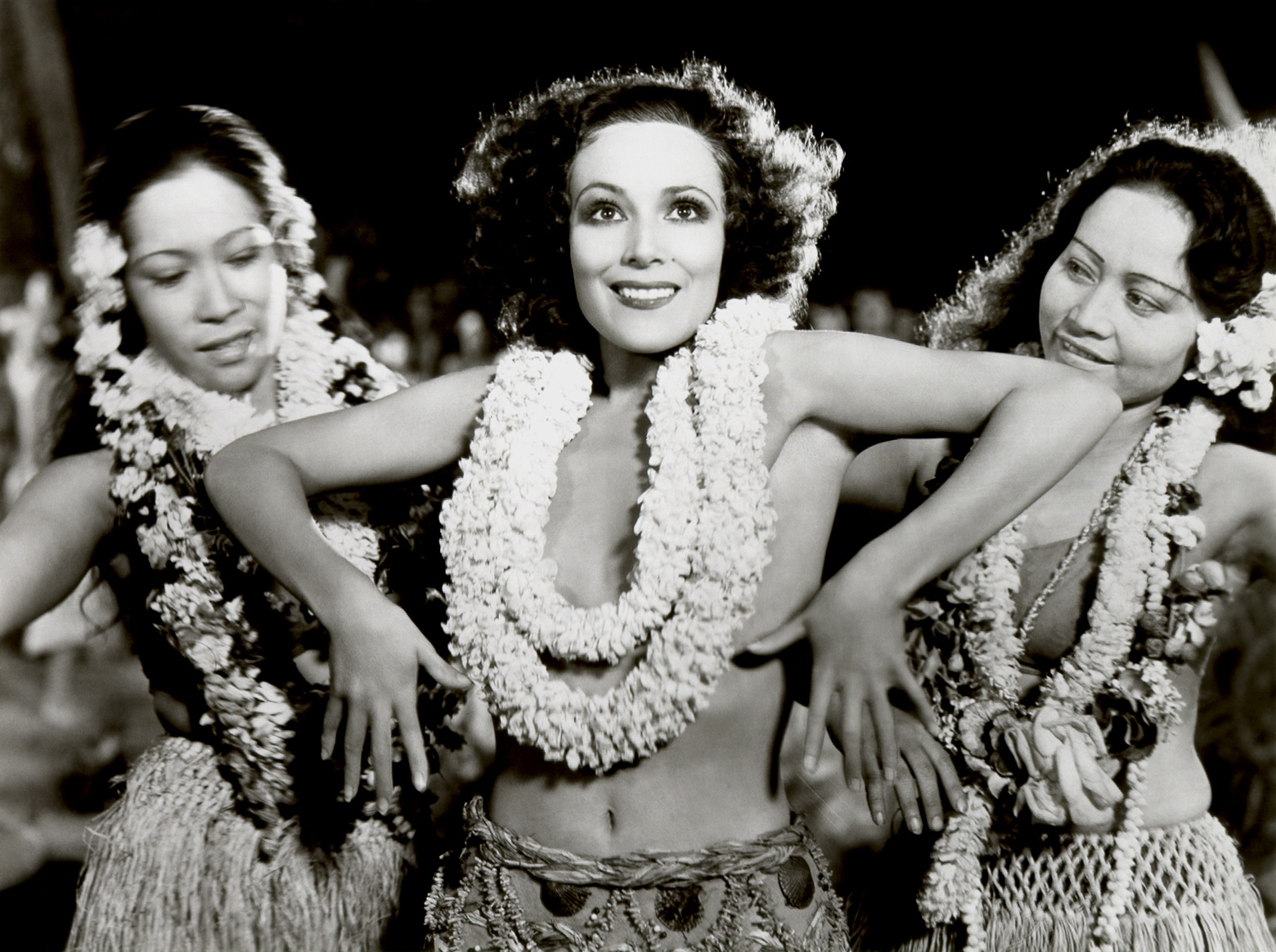
Dolores del Río (au centre)

- Dolores del Río (VF : Lita Recio) : Luana
- Joel McCrea : Johnny Baker
- John Halliday : Mac
- Richard 'Skeets' Gallagher : Chester
- Bert Roach : Hector
- Lon Chaney Jr. : Thornton
- Wade Boteler : Capitaine Johnson
- Arnold Gray : Walker
- Reginald Simpson : O'Fallon
- Napoleon Pukui : Le roi
- Agostino Borgato : Le sorcier
- Sofia Ortega : Mahumahu

## Remake
- 1951 : L'Oiseau de paradis (Bird of Paradise) de Delmer Daves, avec Debra Paget et Louis Jourdan.